# Holothrips ambitus
Holothrips ambitus är en insektsart som först beskrevs av Harold R. Hinds 1902.  Holothrips ambitus ingår i släktet Holothrips och familjen rörtripsar. Inga underarter finns listade i Catalogue of Life.